# Fàbrica d'Electricitat (Sant Just Desvern)
La Fàbrica d'Electricitat és una obra del municipi de Sant Just Desvern (Baix Llobregat) inclosa en l'Inventari del Patrimoni Arquitectònic de Catalunya.

## Descripció
Es tracta d'una típica construcció de començaments del segle xx, adscrita al corrent generat per la Revolució Industrial, el qual es caracteritzà pel seu racionalisme.
Aquest edifici està format per una acumulació de senzilles formes geomètriques, en forma de cossos de diferent alçada. La construcció gaudeix d'una gran solidesa, aconseguida mitjançant la seva verticalitat i sobrietat.